# Pro Roscio Amerino
L'Oratio pro Sexto Roscio Amerino (Orazione in difesa di Sesto Roscio di Ameria), meglio nota semplicemente come Pro Roscio Amerino, è un'arringa pronunciata nell'80 a.C. dall'oratore romano Marco Tullio Cicerone in difesa di un cittadino di Ameria (l'attuale Amelia in provincia di Terni), Sesto Roscio Amerino, accusato di parricidio. La difesa di Roscio fu un difficile banco di prova per Cicerone, che dovette accusare personaggi molto potenti.

## Contesto storico
Il II secolo a.C. si concludeva all'insegna di profonde crisi e trasformazioni nella società romana che erano sfociate nella dittatura esercitata da eminenti personaggi che ebbero un ruolo decisivo nella storia della repubblica. Roma giungerà a dominare e ad inglobare, sul versante orientale, territori sino all'Eufrate e al Golfo Arabico e, sul versante occidentale, territori sino all'Atlantico.
Tra gli avvenimenti che sconvolsero maggiormente l'assetto della società romana a causa della volontà di conquista (o di espansione) ci furono le guerre civili che si conclusero nel 31 a.C. con la vittoria di Ottaviano ad Azio. Sulla scena di questo teatro di guerre si avvicendarono Mario e Silla, Cesare e Pompeo, Antonio ed Ottaviano.
Il primo ad imporsi sulla scena politica fu il vincitore della guerra sociale, Silla, il quale aveva dato vita ad un vero e proprio regime dittatoriale.
I fermenti già in atto tra Mario e Silla ebbero una svolta nell'88 a.C., anno in cui Silla divenne console e per diritto avrebbe dovuto ricevere il comando della prima guerra mitridatica; questa regolare procedura fu, però, osteggiata dall'azione di Mario, il quale ottenne dal senato di poter assumere per sé il comando della guerra suscitando, in tal modo, l'ira di Silla. Quest'ultimo, dal canto suo, volendo contrastare il provvedimento preso dal senato, intraprese un'iniziativa destinata a lasciare un segno indelebile nella storia di Roma: marciare sulla capitale con le sue legioni.
Conseguenza diretta di questa azione fu lo scoppio di una guerra civile che si concluse con la vittoria di Silla, il quale mise subito in atto un progetto che si fondava sull'idea di rigenerazione della res publica restituendo al senato la gestione assoluta che era stata duramente minata dall'ordine equestre e dai populares, prima durante l'epoca dei Gracchi e successivamente con l'autorità di Mario, che aveva dato vita ad un provvedimento secondo il quale dava ai generali dell'esercito romano piena autorità nella gestione del potere esautorando, di conseguenza, l'autorità del senato. Il proposito di Silla, però, si scostò dalla sua idea originaria, cioè riabilitare il regime oligarchico, sfociando, ben presto, nella sua personale dittatura.
Rientrano nel programma dittatoriale sillano le famose liste di proscrizione (la prima risale all'82 a.C.), cioè, elenchi contenenti i nomi di tutti coloro che durante lo scontro tra Mario e Silla avevano "simpatizzato" per la fazione mariana. Tali liste furono chiuse da Silla stesso il 1º giugno dell'81 a.C. Portati a termine i suoi propositi, Silla pose fine alla sua dittatura in quanto il suo intento non era quello di instaurare un regime personale ma soltanto di ricostruire e rafforzare lo stato repubblicano.
Gli storici si sono a lungo dibattuti sulle varie motivazioni che hanno spinto Silla a deporre la dittatura, una di queste potrebbe essere l'avversione proprio di quella classe aristocratica che lui pensava di aver sostenuto e per gli interessi della quale era scoppiata la guerra civile. Tale tensione emerge chiaramente nella famosa orazione Pro Sexto Roscio Amerino, in cui Cicerone si scaglia contro i sicari di Silla portando in campo la voce dei Metelli.

## Orazione
La causa, per Cicerone, è la prima di diritto penale. I motivi che spinsero Cicerone ad assumere la difesa di Sesto Roscio d'Ameria furono dettati dal fatto che egli, giovane e agli esordi della sua carriera, non aveva ancora quella fama che avrebbe potuto suscitare un eccessivo clamore per una causa che andava a scoprire gli abusi di potere perpetrati ai danni di alcuni cittadini romani da parte di Silla e dei suoi sicari. All'inizio del discorso Cicerone stesso ne chiarisce i motivi:
L'accusa riguardava un presunto atto di parricidio giudicato in base alla Lex Cornelia de sicariis et veneficis dell'81 a.C.: la vittima di questa accusa era un certo Sesto Roscio Amerino, figlio di un ricco esponente dell'aristocrazia romana (Sesto Roscio padre) il quale era legato da rapporti d'amicizia alle famiglie più in vista della nobilitas romana, tra cui i Metelli, i Servilii e gli Scipioni, che simpatizzavano per la fazione sillana e, in particolare, godeva della protezione di Cecilia Metella, parente della seconda moglie di Silla. Dal momento che queste famiglie volevano evitare di esporsi apertamente contro alcuni dei soprusi del governo sillano, la causa fu assunta dal giovane oratore il quale, ancor privo di peso politico, non esitò a rischiare e a scagliarsi contro Lucio Cornelio Crisogono, potente liberto di Silla. Costui intervenne nella questione su richiesta di due parenti, ma in realtà nemici, di Sesto Roscio padre, T. Roscio Magno e T. Roscio Capitone, che avevano interessi verso i possedimenti della vittima. Questi ultimi, infatti, furono i mandanti dell'omicidio di Roscio padre e, con l'aiuto di Crisogono, escogitarono un piano per appropriarsi e dividersi i suoi beni, che poi verranno acquistati all'asta da loro stessi ad un prezzo insignificante rispetto al loro effettivo valore (2.000 sesterzi, quando un testimone sostenne che era disposto ad acquistarle per 6 milioni). Essi, inoltre, si sbarazzarono di Sesto Roscio figlio, legittimo erede del patrimonio paterno, facendo ricadere su di lui la colpa dell'omicidio del padre. A tal proposito Crisogono, nonostante le liste di proscrizione fossero state già chiuse nell'81 a.C., da ben quattro mesi, da Silla stesso, riuscì a falsificare gli elenchi facendovi comparire anche il nome di Sesto Roscio padre.
All'atto della causa vera e propria, accusatori diretti non furono i tre, bensì un tale Erucio che era stato da loro ingaggiato per montare l'accusa di parricidio contro Sesto Roscio figlio, dinanzi al pretore Caio Fannio che presiedeva il tribunale. L'aspetto interessante di questa orazione è che, sin da subito, Cicerone mette al centro della sua difesa lo spossessamento delle terre piuttosto che l'omicidio e, inoltre, distingue nettamente tra quelle che sono le colpe dei tre delinquenti da quelle del dittatore.

## Trama
Mentre rincasava da un banchetto durante una notte di settembre dell'81 a.C., Sesto Roscio fu ucciso a colpi di pugnale a Roma, nei pressi delle Terme Pallacine vicine al Foro Flaminio. Subito dopo l'omicidio, i mandanti del misfatto, T. Roscio Magno e T. Roscio Capitone, chiesero l'aiuto del potente liberto di Silla, Lucio Cornelio Crisogono, per dividersi l'ingente patrimonio della vittima. Affinché questa spartizione risultasse legale e diretta era necessario che il nome di Sesto Roscio comparisse tra i nomi dei proscritti. I suoi beni, che constavano in tredici poderi dal valore di sei milioni di sesterzi, furono svenduti per soli duemila sesterzi a Crisogono, il quale concesse a uno dei suoi complici, Capitone, tre di quei poderi, e all'altro, Magno, l'amministrazione, in qualità di procurator, della restante parte. Il legittimo erede di quei beni, in realtà, era il figlio della vittima, Sesto Roscio anche lui, il quale grazie al sostegno dei potenti esponenti dell'aristocrazia romana, con cui il padre aveva stretto forti legami, possedeva la facoltà di opporsi a quel sopruso. Pertanto Magno, Capitone e Crisogono, per scongiurare questa eventualità, decisero di ingaggiare un sicario che trascinasse Roscio figlio in tribunale, con la falsa accusa di parricidio, dal momento che sarebbe stato rischioso macchiarsi le mani con un ulteriore omicidio. Trattandosi, dunque, di una causa delicata e rischiosa, poiché implicava il potere di Silla attraverso la presenza di Crisogono, suo liberto, nessuno ne voleva assumere la difesa. L'unico a farsi avanti fu il giovane oratore Cicerone, appena ventisettenne e agli esordi della sua carriera; egli portò a termine la causa con successo salvando Roscio dall'accusa e, grazie a questo discorso, ottenne un grande consenso da parte del partito democratico pur militando tra le file degli ottimati. Cicerone, attaccando Crisogono, non poteva sapere se Silla lo avrebbe appoggiato per salvaguardare l'integrità della sua fazione oppure lo avrebbe sacrificato per tenere a freno i nobiles, i quali non potevano accettare che gli interessi di un liberto fossero posti in primo piano rispetto ai loro. Tuttavia Cicerone ne uscì vincitore scagionando Roscio dall'accusa, anche grazie alle seguenti motivazioni: innanzitutto l'onestà della sua causa, da tutti riconosciuta, e forse anche per il fatto che Silla lasciò ai giudici e all'opinione pubblica la responsabilità della condanna del suo liberto, lavandosi, così, completamente le mani da ogni sorta di responsabilità.

## Stile
L'orazione Pro Roscio Amerino mostra una maggior evoluzione nell'ambito dell'oratoria ciceroniana, sia per quanto concerne lo stile che per i contenuti. La sua abilità sta nel saper utilizzare sapientemente l'arte della narratio servendosi di tecniche persuasive nei confronti dei giudici, al fine di suscitare le loro emozioni. Questa orazione è il più chiaro esempio di retorica asiana di Cicerone, che dopo il suo successivo perfezionamento nella retorica svoltosi a Rodi tra il 79 ed il 77, abbandonerà questo stile, diventando il campione dell'atticismo romano. In quella occasione Cicerone pronunciò queste parole:
Lui stesso, anni dopo, riflettendo sulla causa che lo mise in primo piano, mostra di non essere più soddisfatto di uno stile caratterizzato da eccessi, ridondanze, discorso costruito con frasi brevi e rapide, quasi prive di pausa, ricche di figure retoriche e tipiche, quindi, dello stile asiano. Per tenere sempre alta l'attenzione del suo uditorio, faceva ricorso a registri dai toni sempre più concitati ed elevati. Dal momento
che questo stile richiedeva uno sforzo sfiancante, che a lungo andare avrebbe finito col debilitare il suo fisico già abbastanza esile, Cicerone decise, in seguito, di modificarlo in favore di una eloquenza meno tendente agli eccessi, dunque, più pacata e sobria.

## Conclusione
La scelta di appoggiare una causa del genere implica motivazioni che vanno anche al di là del processo stesso: l'aspetto più rilevante riguarda il ruolo di Silla nella società romana all'indomani delle guerre civili. Se, da un lato, Cicerone non approva la tirannide di Silla, dall'altro, accetta il suo programma aristocratico fondato sul mos maiorum. Ciò che Cicerone desiderava era semplicemente un allargamento della base del potere degli ottimati basato sulla legalità, che doveva essere una di quelle qualità intrinseche di quel ceto stesso. È scontato dire che un programma del genere mal si conciliava con i soprusi perpetrati da Crisogono ed era per questo che Silla non poteva continuare ad appoggiare il suo liberto, in quanto tutto ciò gli avrebbe scatenato contro il dissenso delle famiglie aristocratiche romane le quali, invece, sostenevano Roscio figlio.